# Wrodzona łamliwość kości
Wrodzona łamliwość kości, samoistna łamliwość kości, kostnienie niezupełne (łac. osteogenesis imperfecta, ang. osteogenesis imperfecta, OI) – grupa chorób uwarunkowanych genetycznie, polegających na zaburzeniach w prawidłowej budowie kolagenu (głównego składnika tkanki łącznej). Choroby te objawiają się nadmierną kruchością kości. 

## Opis grupy chorób
OI występują stosunkowo rzadko (1 przypadek na około 10 000–20 000 żywych urodzeń). Złamania w ich przebiegu następują nie tylko w wyniku upadku, ale także z błahych powodów, często samoistnie, np. w czasie snu. Najczęściej złamaniu ulegają kości ramion i nóg. Nie ma możliwości leczenia przyczynowego tych chorób. Złamania występują często, a zarazem bardzo szybko się zrastają. Występuje ogromna giętkość kości, przez co przybierają one kształty łuków. Przy chorobie następuje najczęściej bardzo niski wzrost (mniej niż 1 metr) oraz inne choroby jak: kamica nerkowa (osadzanie się wydalonego z kości wapnia) oraz astygmatyzm. 
Może także występować charakterystyczny objaw, jakim jest niebieskie zabarwienie twardówki.
| Typ            | Gen           | Locus               | Białko    | OMIM                    |
| -------------- | ------------- | ------------------- | --------- | ----------------------- |
| Typ I (OI1)    | COL1A1 COL1A2 | 17q21.31-q22 7q22.1 | Kolagen I | 166240 (IA) 166200 (IB) |
| Typ II (OI2)   | COL1A1 COL1A2 | 17q21.31-q22 7q22.1 | Kolagen I | 166210                  |
| Typ III (OI3)  | COL1A1 COL1A2 | 17q21.31-q22 7q22.1 | Kolagen I | 259420                  |
| Typ IV (OI4)   | COL1A1 COL1A2 | 17q21.31-q22        | Kolagen I | 166220                  |
| Typ V (OI5)    |               |                     |           | 610967                  |
| Typ VI (OI6)   |               |                     |           | 610968                  |
| Typ VII (OI7)  | CRTAP         | 3p22, 3p24.1-p22    | CRTAP     | 610682                  |
| Typ VIII (OI8) | LEPRE1        | 1p34                | Leprekan  | 610915                  |